# KV12
A KV12, no Vale dos Reis em Egito, é uma tumba incomum, usada originalmente na décima oitava e mais tarde na décima nona e vigésima dinastias. Foi, provavelmente, usada para múltiplos enterros de membros da família real, assim como a KV5. Os construtores da KV9 acabaram invadindo o espaço da KV12 enquanto escavavam-na dentro da montanha.
Durante a escavação moderna, rumores de uma segunda tumba circularam pelo acampamento. Porém, os cientistas responsáveis negaram a ideia e continuaram o trabalho. Pouco perceberam o engano que fizeram. Na manhã de 8 de agosto de 1995, as escavadoras quebraram a rocha para uma nova tumba na qual foram encontrados apenas restos de membros de múltiplas famílias. As paredes das tumbas não tinham pinturas que revelassem os seus donos, como de costume. Pesquisadores ainda tentam identificar os membros da família e encontrar artefatos na tumba.